# Christopher Juul-Jensen
Christopher Juul-Jensen (Kilmacanogue, 6 de julho de 1989) é um ciclista profissional dinamarquês que atualmente corre para a equipa australiana Team Jayco–AlUla.
Jensen nasceu e viveu durante dezasseis anos em Irlanda, ali gastou a maior parte de seu tempo escalando montanhas em sua bicicleta, mas não foi até aos seus vinte e dois anos que fez a sua transição ao ciclismo de estrada, começou a sua carreira no equipa continental dinamarquês do Glud & Marstrand LRØ em onde esteve quatro temporadas antes de alinhar para o Team Saxo-Tinkoff.

## Palmarés
- 2011
  - Coupe des Nations Ville Saguenay

- 2014
  - 2.º no Campeonato da Dinamarca Contrarrelógio

- 2015
  - Campeonato da Dinamarca Contrarrelógio  
  - Volta à Dinamarca

- 2018
  - 1 etapa da Volta à Suíça[1]

## Resultados em Grandes Voltas e Campeonatos do Mundo
Durante a sua carreira desportiva tem conseguido os seguintes postos nas Grandes Voltas e nos Campeonatos do Mundo:
| Corrida            | Corrida            | 2008 | 2009 | 2010 | 2011 | 2012 | 2013 | 2014  | 2015  | 2016  | 2017  | 2018 | 2019  | 2020 | 2021  |
| ------------------ | ------------------ | ---- | ---- | ---- | ---- | ---- | ---- | ----- | ----- | ----- | ----- | ---- | ----- | ---- | ----- |
|                    | Giro d'Italia      | —    | —    | —    | —    | —    | —    | 100.º | 135.º | —     | 109.º | 74.º | 70.º  | —    | 97.º  |
|                    | Tour de France     | —    | —    | —    | —    | —    | —    | —     | —     | 119.º | —     | —    | 112.º | 99.º | 114.º |
|                    | Volta a Espanha    | —    | —    | —    | —    | —    | —    | —     | —     | —     | 107.º | —    | —     | —    | —     |
| Mundial em Estrada | Mundial em Estrada | —    | —    | —    | —    | —    | —    | 71.º  | Ab.   | Ab.   | 76.º  | —    | Ab.   | 77.º | —     |

—: não participa

Ab.: abandono

## Equipas
- Glud & Marstrand (amador) – 2008–11
  - Glud & Marstrand-Horsens – 2008-09
  - Glud & Marstrand-LRØ Radgivning – 2010
  - Glud & Marstrand-LRØ – 2011
- / Saxo Bank/Tinkoff – 2012–15
  - Team Saxo Bank – 2012
  - Team Saxo Bank-Tinkoff Bank – 2012
  - Team Saxo-Tinkoff – 2013
  - Tinkoff-Saxo – 2014–15
- Orica/Mitchelton/BikeExchange – 2016–
  - Orica-GreenEDGE – 2016
  - Orica-BikeExchange – 2016
  - Orica-Scott – 2017
  - Mitchelton-Scott – 2018–20
  - Team BikeExchange – 2021–